# 유곡역 고문서
유곡역 고문서(幽谷驛 古文書)은 대한민국 경상북도 문경시 모전동에 있는 고문서이다. 1998년 4월 13일 경상북도의 유형문화재 제304호로 지정되었다.

## 개요
문경현의 남쪽 40리 정도에 위치하고 있는 유곡역에 관련된 문서이다.
유곡역은 조선시대 아홉 개의 간선도로 가운데 제4로와 5로가 경유하는 곳으로, 영남지역에서 서울을 잇는 주요 교통의 요충지였다. 유곡역에 딸린 속역은 18개였고, 이곳에는 종6품 찰방이 설치되어 있었다.
문서와 관련된 인물인 임종수(1841∼1893)는 역 출신으로 구한말 관료에 입신하였던 것으로 짐작된다.
문서는 고종 16년(1879)부터 고종 27년(1890)의 교지 12점, 준호구(準戶口) 4점, 임종수를 충훈부도사로 책정한 첩지 1점, 시권 1점, 유곡역 및 평릉역의 각종 문서 16권과 그외 충훈부형조 관련문서 2점, 간찰 13점 등으로 다수의 문서들이 남아 있다.
이 문서들은 현재 경북 문경의 임성 진씨가문에서 일괄하여 소장하고 있으며, 구한말 당시의 사회, 경제사를 살필 수 있는 좋은 자료로 평가된다.

## 참고 자료
- 유곡역고문서 - 국가유산청 국가유산포털